# Шарлотта Кристина Брауншвейг-Вольфенбюттельская
Шарлотта Кристина София Брауншвейг-Вольфенбюттельская (нем. Charlotte Christine Sophie von Braunschweig-Wolfenbüttel; 29 августа 1694, Вольфенбюттельская резиденция — 21 октября (1 ноября) 1715, Санкт-Петербург) — жена царевича Алексея Петровича, мать императора Петра II, тётка императрицы Марии Терезии и королевы Пруссии Елизаветы Кристины, супруги Фридриха Великого.

## Биография

### Семья
Третья дочь герцога Людвига Рудольфа Брауншвейг-Вольфенбюттельского и его супруги Кристины Луизы Эттингенской, из династии Вельфов. Однако с родителями принцесса виделась редко, находясь с ними лишь в постоянной переписке. Шарлотта и её сёстры Елизавета Кристина и Антуанетта Амалия большую часть времени проживали при дворе своего деда герцога Антона Ульриха. С шести лет воспитывалась при дворе польского короля Августа II, супруга которого Кристиана Эбергардина Бранденбург-Байрейтская приходилась ей дальней родственницей. Получила хорошее для того времени образование.

### Брак
В конце 1709 года Пётр отправил своего сына Алексея в Дрезден, чтобы он окончил образование. Там, при дворе Августа, он и встретил свою будущую супругу Шарлотту. Польский король стал одним из инициаторов этого брака, другим был герцог Антон Ульрих. Петру же принцесса показалась выгодной партией по той причине, что её родная сестра Елизавета Кристина была замужем за императором из династии Габсбургов Карлом VI, а поддержка Австрии в предстоящей борьбе с турками ценилась российскими дипломатами. Сама же Шарлотта противилась предстоящему замужеству, надеясь, что выбор падёт на Антуанетту Амалию. В середине 1709 года она писала деду, получив его письмо:
оно даёт мне некоторую возможность думать, что московское сватовство меня ещё, может быть, минует. Я всегда на это надеялась…

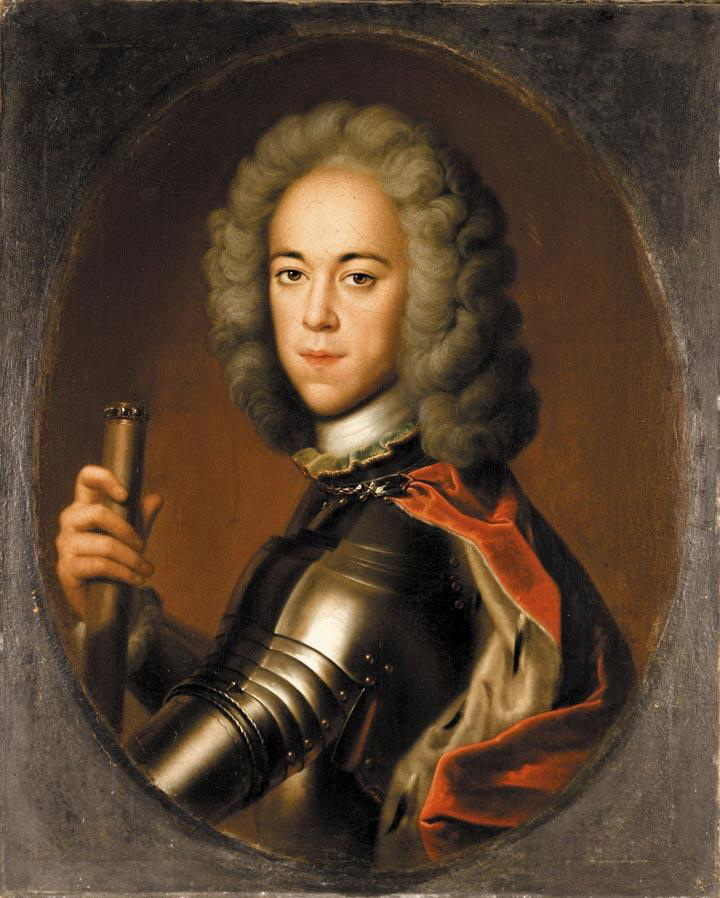
Франке Кристоф Бернард. Портрет царевича Алексея Петровича

Вскоре Август II заставил принцессу дать письменное обязательство, в котором она обещала покориться его воле и воле родителей.
Весной 1710 года в Шлакенверте произошла первая встреча Алексея со своей невестой, в ходе которой он много беседовал с Шарлоттой и польской королевой. После этого царевич написал письмо отцу с просьбой о согласии на брак, а осенью в Саксонии через польскую королеву сделал официальное предложение. 21 января 1711 года было получено согласие Петра I. 19 апреля был утверждён брачный договор, состоявший из 17 статей. Дед принцессы и её родители ручались за неё и обещали, что она будет относиться к мужу «со всяким должным почтением, верностью и любовью», а также получит от Антона Ульриха приданое, равное выплаченному её старшей сестре. Пётр, в свою очередь, обещал принцессе уважение, достойное её сана; право сохранить лютеранское вероисповедание и иметь свою церковь; в случае её вдовства для Шарлотты должны были приобрести княжество в Германии или выделить округ в России (Шарлотта же отказывалась от прав наследования брауншвейгских земель); на содержание двора выплачивались 100 тысяч талеров (однако позднее сумма была урезана наполовину из-за войны с Швецией). Пётр оплачивал проезд принцессы в Россию и её обустройство «посудами и протчими к столу надлежащими», конюшней и экипажами. Дети же от этого брака воспитывались бы в православии и по усмотрению царя с согласия родителей. Договор был подписан 30 апреля в Вольфенбюттеле.

Бракосочетание наследника русского престола с принцессой Шарлоттой состоялось 13 октября 1711 года в Торгау. Но отношение к этому союзу было неоднозначным. Английский посланник Витворт сообщал из Москвы:
Здесь несколько дней стреляли из пушек и происходили празднества и фейерверки по поводу свершившегося бракосочетания царевича-наследника, хотя этот брак очень не по сердцу народу. Он втихомолку ропщет и не может скрыть своего неудовольствия по поводу вероисповедания новобрачной

### Жизнь в Европе
Уже первые дни брака были омрачены ссорой. На четвёртый день Пётр приказал сыну отправиться с женой в Торунь, чтобы заняться снабжением продовольствием русских войск в Померании, чем вольфенбютельский двор, по словам Витворта, был «несколько смущён». Антон Ульрих писал:
… брак хотя и совершён, однако к великому неудовольствию обеих сторон: кронпринц кронпринцессу оставил, и, когда она потребовала на два дня сроку, чтоб дорожную постель взять, кронпринц ей жёстко отвечал и уехал…
Принцесса приехала в Торунь лишь 19 декабря. Некоторое время отношения между супругами были неплохими. 4 января 1712 года Шарлотта писала отцу:
Царевич осыпает меня выражением своей дружбы. С каждым разом он демонстрирует мне знаки своей любви, так что я вправе сказать, что совсем счастлива
Относительно своих чувств принцесса отмечала в письме от 19 августа:
Богу известно, что я нежно люблю царевича моего супруга. Я бы нисколько не дорожила жизнью, если бы могла принести её ему в жертву или этим доказать ему моё расположение.

В это же время начинают появляться слухи о проблемах в семье Алексея Петровича. Принц Эрнст Август писал в 1712 году: 
Верно то, что царевна весьма несчастна. Некоторые даже говорят, что, если у неё не будет детей, то они вправе заключить её в монастырь, если не поступить с нею ещё хуже.
Появляются сплетни о чрезмерной близости принцессы к её придворному — Плейницу. Царевич всё чаще участвует в ночных попойках, возвращаясь домой лишь в 3-4 часа утра. Здесь же принцесса столкнулась и с финансовыми трудностями. Деньги, выданные на три месяца, были потрачены, а новые постоянно задерживались. Шарлотта обращается к прибывшему Меншикову, и тот выделяет 5000 рублей из вычетных мундирных денег Ингерманландского полка «понеже Ея высочество кронпринцесса едва не со слезами о деньгах просила». С октября 1711 и до начала 1713 года кронпринцесса получила лишь 27500 талеров, долг составил 35000. 6 декабря 1712 года Шарлотта, сообщив бригадиру Ф. Н. Балку, который по поручению Петра должен был отправить её «водою к Мемелю, отколь сухим путём к Риге», что отправляется в Гданьск, направляется к родителям в Вольфенбютель. Только в начале апреля 1713 года по настоятельной просьбе Петра принцесса собирается в Россию. В дороге её сопровождал генеральный комиссар Лифляндии барон Левенвольде, позднее ставший обер-гофмейстером её двора.

### Жизнь в России
Встреча кронпринцессы была очень торжественна. Австрийский резидент Плейер сообщал, что Шарлотту встречали бояре на новой шлюпке с золотыми галунами, министры и другие бояре приветствовали её на берегу. Присутствовала и лично Екатерина. Царевича, уже больше года не видевшего супругу, в Петербурге не было. Отец отправил его на Ладогу, смотреть за постройкой кораблей. Сам Пётр отправился в морской поход против шведов.
Летом 1713 года русский посол Матвеев доносил, что принцесса писала к сестре-императрице «отзываясь с великими похвалами о расположении к ней государыни царицы, и государыни цесаревны и всех высоких особ русских и с какими почестями, она, принцесса, была принята при своём дворе». Наладились и отношения с супругом, вернувшимся в начале августа 1713. «Царевич любит меня страстно…, — писала она матери, — а я без ума от любви к нему». В отношении царя Шарлотта отмечала, что он «осыпает ласками и милостями».
Несмотря на то, что летом 1713 года Шарлотте были выплачены все долги, выделена провизия и несколько имений, денег на содержание большого двора постоянно не хватало. Вынужденная занимать в долг, она писала матери, что находится «по шею в долгах». Бытовые условия тоже были ужасными. Супруги проживали в небольшом (длиной всего 14 саженей) мазанковом дворце на набережной Невы, причём в нём протекала крыша. 8 марта 1714 года гофмейстер принцессы просил в донесении Сенату починить крышу «на квартире Ея Высочества Государыни кронпринцессы для того, что в дождливую пору невозможно места сыскать, где притулиться, дабы без нужды жить было можно Ея высочеству».
Весной 1714 года конфликт между слугами Шарлотты и царевны Натальи Алексеевны привёл к ссоре между женщинами, причём кронпринцесса в письмах к родным называла любимую сестру царя «самым злым существом на свете». Позднее царевна отклоняла попытки кронпринцессы навестить её, женщины встречались лишь на придворных праздниках. Конфликт же послужил поводом к сильной ссоре с супругом, отношения с которым также ухудшались из-за пристрастия царевича к вину. После объявления осенью 1713 года о беременности кронпринцессы наступило охлаждение и в отношениях с Екатериной Алексеевной. По уверениям кронпринцессы все, кто навещал её, немедленно впадали в немилость у царицы. В письме она писала: «Моя свекровь ко мне такова, как я всегда её себе представляла, и даже хуже». Причиной же принцесса считала желание также беременной царицы получить трон для своего сына 12 июня 1714 года Шарлотта жаловалась матери:
Один бог знает, как глубоко меня здесь огорчают. … Я не что иное, как бедная жертва моей семьи, не принёсшая ей ни малейшей пользы, и я умираю медленной смертью под бременем горя.
Неизменным было лишь отношение Петра.
Летом 1714 года незадолго до родов царевич покинул жену и отправился на лечение в Карлсбад. Шарлотта до последней минуты ничего не знала. Лишь когда экипаж стоял у дверей, Алексей объявил жене о намерении уехать. Отсутствие мужа заставило Петра принять меры «дабы предварить лаятельство необузданных языков, которые обыкли истину превращать в ложь». При родах кронпринцессы должны были присутствовать три придворные дамы: князь-игуменья Ржевская, генеральша Брюс и жена Головкина, которые находились при ней безотлучно для предотвращения ложных слухов о подмене ребёнка. Утром 21 июля (1 августа) 1714 года принцесса родила дочь, названную в честь сестры царя Натальей.

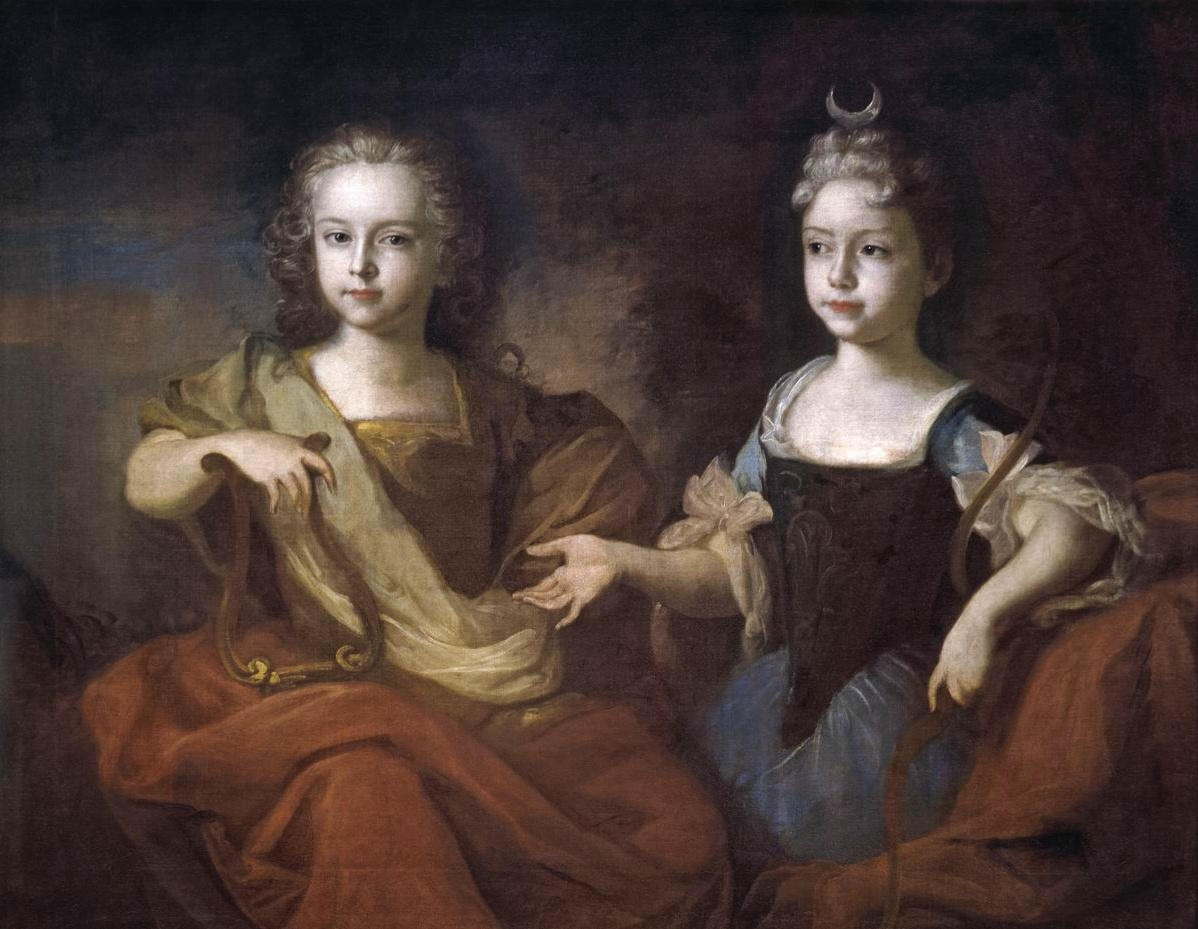
Луи Каравак. Пётр и Наталья.1729 г.

Царевич долгое время не присылал о себе никаких известий и вернулся в Петербург лишь в декабре. Рождение ребёнка ненадолго сблизило супругов, принцесса отмечала, что муж «относится к ней совершенно как в прежнее время». Вскоре Алексей открыто стал жить с крепостной Евфросиньей — любовницей, которую царевич завёл ещё за границей.

Вторая беременность Шарлотты сопровождалась ревматическими болями. В конце августа 1715 года Шарлотта упала на лестнице, сильно ударившись левой стороной тела. Она чувствовала сильные боли и последнюю неделю была вынуждена провести в постели. В одном из последних писем матери она писала:
Я постоянно страдаю, ибо так полна, что принуждена почти всегда лежать на спине; ходить я не могу, и если мне нужно сделать два шага, то приходится меня поддерживать с обеих сторон, а если посижу одну минуту, я не знаю, куда деться от боли.

#### Смерть
12 (23) октября 1715 года «пополуночи в 6-м часу в 22-й минуте» кронпринцесса родила сына Петра Алексеевича (будущего Петра II). Первые три дня Шарлотта чувствовала себя хорошо, на четвёртый день принимала поздравления и кормила сына. В этот же день ей стало хуже, начались боли в животе, лихорадка и бред. 20 октября консилиум признал положение безнадёжным. Поручив детей Петру и простившись с придворными, в 11 часов вечера 21 октября (1 ноября) Шарлотта умерла. Царевич, присутствовавший при этом, несколько раз падал в обморок.
23 октября было проведено вскрытие тела кронпринцессы. В грамотах, отправленных к императору и родителям Шарлотты, сообщалось, что она умерла от «поимевшейся кратковременной болезни». По мнению современных исследователей причиной её смерти был перитонит. 27 октября состоялись похороны принцессы в Петропавловском соборе. Царь вместе с царевичем шёл за гробом. В процессии принимали участие царевна Наталья Алексеевна, царица Прасковья со свитой и последовавшая в Россию за Шарлоттой кузина принцесса Юлиана Луиза Ост-Фрисландская. При дворе был объявлен траур. Вскоре группа купцов-иностранцев просила Петра о погашении огромного долга принцессы в 24000 рублей, который правительство выплачивало до конца 1720-х годов.
За год до смерти Шарлотты родился принц Антон Ульрих Брауншвейгский, племянник Шарлотты и сын её младшей сестры, герцогини Антуанетты Амалии Брауншвейг-Вольфенбюттельской. В 1739 году Антон Ульрих сочетается браком с российской великой княжной Анной Леопольдовной, а в 1740 году у них родится сын, будущий император Иван VI Антонович. Судьба другого представителя дома Вельфов в России также окончится весьма печально (см. Брауншвейгское семейство).
Смерть принцессы в возрасте 21 года вызвала различные толки в Европе. Испанский посланник герцог де Лириа сообщал, что принцесса умерла в результате выкидыша. А австрийский резидент Плейер обвинил в её смерти царскую семью:
Её смерти много содействовали разнообразные огорчения, которым она постоянно подвергалась. Деньги, назначенные на её содержание, выдавались после долгих хлопот и так скудно, что она никогда не получала более 500 или 600 рублей за раз, так что она постоянно нуждалась и была не в состоянии платить своим придворным. Она и её придворные задолжали у всех купцов. Она также заметила зависть со стороны царского двора по случаю рождения царевича и знала, что царица тайно старается ей навредить. От всего этого она находилась в постоянном огорчении
Два года спустя её муж бежал из России ко двору свояка, императора Карла. В манифесте 1718 года о лишении царевича прав на наследование престола Пётр указал, что принцесса и умерла «хотя и от болезни, однако ж не без мнения, что и сокрушение от непорядочного его жития с нею много к тому вспомогло».

## Легенда
В 1771 году в Париже распространились слухи о том, что Шарлотта только притворилась мёртвой, скрываясь от мужа, который хотел её отравить. При помощи графини Кёнигсмарк она бежала через Швецию и Францию в Америку. В Луизиане вышла замуж за капитана д’Обана и родила дочь. В конце жизни вернулась в Париж, где и скончалась в преклонном возрасте. Вольтер назвал эти слухи басней. А король Фридрих заметил:
Поверьте, что в России убивать умеют, и если при дворе кого-то отправляют на тот свет, ему уже не воскреснуть.

## В культуре
- В мини-сериале 1986 года «Пётр Великий» роль царевны Шарлотты исполнила Эльке Зоммер.